# Forvaltningshøjskolen - kvalitet og fornyelse
Forvaltningshøjskolen - kvalitet og fornyelse er en dansk dokumentarfilm fra 1985 instrueret af Walther Jensen.

## Handling
Denne artikel mangler et handlingsreferat. Hjælp os med at skrive det.